# Liga Campionilor EHF Feminin 2019-2020 - faza grupelor
Acest articol descrie primul tur al Ligii Campionilor EHF Feminin 2019-2020.

## Format
Cele 16 echipe au fost împărțite în patru grupe de câte patru. Fiecare echipă a disputat câte un joc pe teren propriu și unul în deplasare împotriva fiecărui adversar din grupă. Echipele clasate pe primele trei locuri au avansat în grupele principale, de unde primele patru echipe au avansat în fazele eliminatorii. Tragerea la sorți a avut loc pe 27 iunie 2019 și a fost transmisă în direct pe canalul ehfTV și printr-un live ticker.

## Distribuția
Distribuția echipelor a fost publicată pe 24 iunie 2019. 16 echipe au fost implicate în acest proces, fiind împărțite în patru urne valorice de câte patru.
| Urna 1                                                        | Urna a 2-a                                             | Urna a 3-a                                          | Urna a 4-a                                                               |
| ------------------------------------------------------------- | ------------------------------------------------------ | --------------------------------------------------- | ------------------------------------------------------------------------ |
| Metz Handball Győri Audi ETO KC SCM Râmnicu Vâlcea Rostov-Don | Team Esbjerg ŽRK Budućnost Vipers Kristiansand RK Krim | RK Podravka SG BBM Bietigheim MKS Lublin IK Sävehof | FTC-Rail Cargo Hungaria CSM București Brest Bretagne HB DHK Baník Most1) |

### Tragerea la sorți
Cele 16 echipe din urnele valorice au fost trase la sorți în patru grupe de câte patru echipe, unde au jucat fiecare câte două meciuri una împotriva celeilalte, pe teren propriu și în deplasare, în total câte șase meciuri fiecare. Echipele clasate pe primele trei locuri în fiecare grupă au avansat în cele două grupe principale, de unde primele patru clasate din fiecare grupă s-au calificat în fazele eliminatorii.
| Modul de departajare |
| --- |
| În faza grupelor echipele au fost departajate pe bază de punctaj (2 puncte pentru victorie, 1 punct pentru meci egal, 0 puncte pentru înfrângere). La terminarea fazei grupelor, dacă două sau mai multe echipe dintr-o grupă ar fi acumulat același număr de puncte, atunci departajarea lor s-ar fi făcut conform capitolului 4.3, secțiunea 4.3.1.1 din regulament, ținând cont de următoarele criterii și în următoarea ordine: 1. Cel mai mare număr de puncte obținute în meciurile directe; 2. Golaveraj superior în meciurile directe; 3. Cel mai mare număr de goluri înscrise în meciurile directe (sau în meciul din deplasare, în cazul sistemului tur-retur); 4. Golaveraj superior în toate meciurile din grupă; 5. Cel mai bun golaveraj pozitiv în toate meciurile din grupă; Dacă, folosind criteriile de mai sus, ar fi fost determinat locul uneia din echipele cu punctaj egal, criteriile ar fi fost din nou folosite în aceeași ordine până când ar fi fost determinat locul tuturor echipelor. În situația în care echipele ar fi rămas la egalitate și după folosirea criteriilor de mai sus, atunci Federația Europeană de Handbal urma să ia o decizie de departajare prin tragere la sorți. În timpul fazei grupelor, doar criteriile 4–5 s-au aplicat pentru a determina clasamentul provizoriu al echipelor. |

|  | Echipele calificate în grupele principale          |
|  | Echipele retrogradate în faza grupelor a Cupei EHF |

Calendarul de mai jos respectă orele locale:

## Grupa A
| Echipa              | M | V | E | Î | GM  | GP  | G   | Pct |
| ------------------- | - | - | - | - | --- | --- | --- | --- |
| Metz Handball       | 6 | 4 | 2 | 0 | 194 | 158 | +36 | 10  |
| Vipers Kristiansand | 6 | 3 | 1 | 2 | 178 | 168 | +10 | 7   |
| Ferencvárosi TC     | 6 | 2 | 1 | 3 | 167 | 180 | −13 | 5   |
| RK Podravka         | 6 | 1 | 0 | 5 | 161 | 194 | −33 | 2   |

| 5 octombrie 2019 19:15 | Vipers Kristiansand | 31 – 22 | FTC-Rail Cargo Hungaria | Aquarama Kristiansand, Kristiansand Asistență: 1.640 Arbitri: Leandersson, Lindroos |
| 5 octombrie 2019 19:15 | Løke 8              | (16–11) | Háfra 10                | Aquarama Kristiansand, Kristiansand Asistență: 1.640 Arbitri: Leandersson, Lindroos |
| 5 octombrie 2019 19:15 | 3× 2×               | Raport  | 5× 2×                   | Aquarama Kristiansand, Kristiansand Asistență: 1.640 Arbitri: Leandersson, Lindroos |

| 6 octombrie 2019 17:00 | Metz Handball | 40 – 26 | RK Podravka        | Arènes de Metz, Metz Asistență: 3.886 Arbitri: Freitas, Carvalho |
| 6 octombrie 2019 17:00 | Burgaard 8    | (24–13) | Stanko, Tsàkalou 6 | Arènes de Metz, Metz Asistență: 3.886 Arbitri: Freitas, Carvalho |
| 6 octombrie 2019 17:00 | 2×            | Raport  | 3×                 | Arènes de Metz, Metz Asistență: 3.886 Arbitri: Freitas, Carvalho |

| 13 octombrie 2019 13:00 | FTC-Rail Cargo Hungaria | 28 – 34 | Metz Handball | Érd Aréna, Érd Asistență: 2.050 Arbitri: Opava, Válek |
| 13 octombrie 2019 13:00 | Klujber 12              | (16–20) | Zaadi Deuna 6 | Érd Aréna, Érd Asistență: 2.050 Arbitri: Opava, Válek |
| 13 octombrie 2019 13:00 | 6× 2×                   | Raport  | 4× 3× 1×      | Érd Aréna, Érd Asistență: 2.050 Arbitri: Opava, Válek |

| 13 octombrie 2019 17:00 | RK Podravka      | 25 – 24 | Vipers Kristiansand | Sportska dvorana „Fran Galović”, Koprivnica Asistență: 2.500 Arbitri: Ilieva, Karbeska |
| 13 octombrie 2019 17:00 | Milosavljević 10 | (14–12) | Aune 6              | Sportska dvorana „Fran Galović”, Koprivnica Asistență: 2.500 Arbitri: Ilieva, Karbeska |
| 13 octombrie 2019 17:00 | 4× 3×            | Raport  | 3×                  | Sportska dvorana „Fran Galović”, Koprivnica Asistență: 2.500 Arbitri: Ilieva, Karbeska |

| 19 octombrie 2019 15:00 | FTC-Rail Cargo Hungaria | 37 – 31 | RK Podravka     | Érd Aréna, Érd Asistență: 1.800 Arbitri: Florescu, Stoia |
| 19 octombrie 2019 15:00 | Klujber 11              | (17–17) | Milosavljević 8 | Érd Aréna, Érd Asistență: 1.800 Arbitri: Florescu, Stoia |
| 19 octombrie 2019 15:00 | 4× 2×                   | Raport  | 6× 3× 1×        | Érd Aréna, Érd Asistență: 1.800 Arbitri: Florescu, Stoia |

| 20 octombrie 2019 15:00 | Vipers Kristiansand | 38 – 38 | Metz Handball  | Aquarama Kristiansand, Kristiansand Asistență: 1.717 Arbitri: Antić, Jakovljević |
| 20 octombrie 2019 15:00 | Arntzen 8           | (17–21) | Zaadi Deuna 13 | Aquarama Kristiansand, Kristiansand Asistență: 1.717 Arbitri: Antić, Jakovljević |
| 20 octombrie 2019 15:00 | 1× 3×               | Raport  | 4× 2×          | Aquarama Kristiansand, Kristiansand Asistență: 1.717 Arbitri: Antić, Jakovljević |

| 2 noiembrie 2019 20:00 | RK Podravka     | 26 – 27 | FTC-Rail Cargo Hungaria | Sportska dvorana „Fran Galović”, Koprivnica Asistență: 2.500 Arbitri: Kažanegra, Mitrović |
| 2 noiembrie 2019 20:00 | Milosavljević 9 | (15–14) | trei jucătoare 5        | Sportska dvorana „Fran Galović”, Koprivnica Asistență: 2.500 Arbitri: Kažanegra, Mitrović |
| 2 noiembrie 2019 20:00 | 3×              | Raport  | 6× 1×                   | Sportska dvorana „Fran Galović”, Koprivnica Asistență: 2.500 Arbitri: Kažanegra, Mitrović |

| 3 noiembrie 2019 20:45 | Metz Handball | 26 – 17 | Vipers Kristiansand | Arènes de Metz, Metz Asistență: 4.066 Arbitri: Alpaidze, Berezkina |
| 3 noiembrie 2019 20:45 | Luciano 7     | (12–10) | Dahl 4              | Arènes de Metz, Metz Asistență: 4.066 Arbitri: Alpaidze, Berezkina |
| 3 noiembrie 2019 20:45 | 5× 1×         | Raport  | 5× 2×               | Arènes de Metz, Metz Asistență: 4.066 Arbitri: Alpaidze, Berezkina |

| 9 noiembrie 2019 19:30 | FTC-Rail Cargo Hungaria | 29 – 34 | Vipers Kristiansand | Érd Aréna, Érd Asistență: 2.200 Arbitri: Merz, Kuttler |
| 9 noiembrie 2019 19:30 | Klujber 6               | (15–19) | Arntzen 11          | Érd Aréna, Érd Asistență: 2.200 Arbitri: Merz, Kuttler |
| 9 noiembrie 2019 19:30 | 6× 2×                   | Raport  | 6× 2×               | Érd Aréna, Érd Asistență: 2.200 Arbitri: Merz, Kuttler |

| 9 noiembrie 2019 20:00 | RK Podravka | 25 – 32 | Metz Handball | Sportska dvorana „Fran Galović”, Koprivnica Asistență: 2.150 Arbitri: Panayides, Andreou |
| 9 noiembrie 2019 20:00 | Tsàkalou 8  | (15–15) | Sajka 6       | Sportska dvorana „Fran Galović”, Koprivnica Asistență: 2.150 Arbitri: Panayides, Andreou |
| 9 noiembrie 2019 20:00 | 1× 3×       | Raport  | 4× 3×         | Sportska dvorana „Fran Galović”, Koprivnica Asistență: 2.150 Arbitri: Panayides, Andreou |

| 16 noiembrie 2019 19:15 | Vipers Kristiansand | 34 – 28 | RK Podravka | Aquarama Kristiansand, Kristiansand Asistență: 1.660 Arbitri: Kijauskaitė, Žalienė |
| 16 noiembrie 2019 19:15 | Dahl 11             | (20–13) | Tsàkalou 7  | Aquarama Kristiansand, Kristiansand Asistență: 1.660 Arbitri: Kijauskaitė, Žalienė |
| 16 noiembrie 2019 19:15 | 3× 1×               | Raport  | 5× 3×       | Aquarama Kristiansand, Kristiansand Asistență: 1.660 Arbitri: Kijauskaitė, Žalienė |

| 16 noiembrie 2019 19:30 | Metz Handball | 24 – 24 | FTC-Rail Cargo Hungaria | Arènes de Metz, Metz Asistență: 4.200 Arbitri: Ilieva, Karbeska |
| 16 noiembrie 2019 19:30 | Zaadi Deuna 6 | (10–14) | Schatzl 7               | Arènes de Metz, Metz Asistență: 4.200 Arbitri: Ilieva, Karbeska |
| 16 noiembrie 2019 19:30 | 2× 3×         | Raport  | 4×                      | Arènes de Metz, Metz Asistență: 4.200 Arbitri: Ilieva, Karbeska |

## Grupa B
| Echipa        | M | V | E | Î | GM  | GP  | G   | Pct |
| ------------- | - | - | - | - | --- | --- | --- | --- |
| Rostov-Don    | 6 | 4 | 1 | 1 | 167 | 143 | +24 | 9   |
| Team Esbjerg  | 6 | 4 | 0 | 2 | 167 | 149 | +18 | 8   |
| CSM București | 6 | 3 | 1 | 2 | 153 | 131 | +22 | 7   |
| MKS Lublin    | 6 | 0 | 0 | 6 | 123 | 187 | −64 | 0   |

| 5 octombrie 2019 16:00 | Rostov-Don   | 31 – 21 | MKS Lublin          | Palatul Sporturilor „Rostov Don”, Rostov-pe-Don Asistență: 3.428 Arbitri: Mitrović, Kažanegra |
| 5 octombrie 2019 16:00 | Managarova 6 | (21–11) | Kochaniak, Łabuda 4 | Palatul Sporturilor „Rostov Don”, Rostov-pe-Don Asistență: 3.428 Arbitri: Mitrović, Kažanegra |
| 5 octombrie 2019 16:00 | 3× 1×        | Raport  | 2×                  | Palatul Sporturilor „Rostov Don”, Rostov-pe-Don Asistență: 3.428 Arbitri: Mitrović, Kažanegra |

| 6 octombrie 2019 16:50 | Team Esbjerg | 22 – 24 | CSM București | Blue Water Dokken, Esbjerg Asistență: 1.910 Arbitri: Mandák, Rudinský |
| 6 octombrie 2019 16:50 | Polman 6     | (8–13)  | Lekić 5       | Blue Water Dokken, Esbjerg Asistență: 1.910 Arbitri: Mandák, Rudinský |
| 6 octombrie 2019 16:50 | 3× 2×        | Raport  | 6× 3×         | Blue Water Dokken, Esbjerg Asistență: 1.910 Arbitri: Mandák, Rudinský |

| 11 octombrie 2019 20:30 | CSM București | 23 – 23 | Rostov-Don   | Sala Polivalentă, București Asistență: 4.572 Arbitri: Jurinović, Mrvica |
| 11 octombrie 2019 20:30 | Lekić 8       | (13–14) | Viahireva 12 | Sala Polivalentă, București Asistență: 4.572 Arbitri: Jurinović, Mrvica |
| 11 octombrie 2019 20:30 | 3×            | Raport  | 3× 2×        | Sala Polivalentă, București Asistență: 4.572 Arbitri: Jurinović, Mrvica |

| 12 octombrie 2019 18:00 | MKS Lublin | 22 – 28 | Team Esbjerg | Sala „Globus”, Lublin Asistență: 2.614 Arbitri: Lončar, Lončar |
| 12 octombrie 2019 18:00 | Achruk 5   | (15–12) | Frey 8       | Sala „Globus”, Lublin Asistență: 2.614 Arbitri: Lončar, Lončar |
| 12 octombrie 2019 18:00 | 2× 1×      | Raport  | 4× 2×        | Sala „Globus”, Lublin Asistență: 2.614 Arbitri: Lončar, Lončar |

| 19 octombrie 2019 14:30 | Team Esbjerg | 31 – 26 | Rostov-Don            | Blue Water Dokken, Esbjerg Asistență: 2.132 Arbitri: Bonaventura, Bonaventura |
| 19 octombrie 2019 14:30 | Polman 8     | (16–11) | Makeeva, Managarova 5 | Blue Water Dokken, Esbjerg Asistență: 2.132 Arbitri: Bonaventura, Bonaventura |
| 19 octombrie 2019 14:30 | 2× 1×        | Raport  | 5× 3×                 | Blue Water Dokken, Esbjerg Asistență: 2.132 Arbitri: Bonaventura, Bonaventura |

| 19 octombrie 2019 18:00 | CSM București | 35 – 19 | MKS Lublin | Sala Polivalentă, București Asistență: 2.070 Arbitri: Praštalo, Balvan |
| 19 octombrie 2019 18:00 | Pintea 6      | (16–10) | Blažević 4 | Sala Polivalentă, București Asistență: 2.070 Arbitri: Praštalo, Balvan |
| 19 octombrie 2019 18:00 | 2×            | Raport  | 2×         | Sala Polivalentă, București Asistență: 2.070 Arbitri: Praštalo, Balvan |

| 2 noiembrie 2019 16:00 | Rostov-Don   | 34 – 26 | Team Esbjerg    | Palatul Sporturilor „Rostov Don”, Rostov-pe-Don Asistență: 3.337 Arbitri: Horváth, Marton |
| 2 noiembrie 2019 16:00 | Managarova 6 | (16–13) | Frey, Solberg 7 | Palatul Sporturilor „Rostov Don”, Rostov-pe-Don Asistență: 3.337 Arbitri: Horváth, Marton |
| 2 noiembrie 2019 16:00 | 7× 2×        | Raport  | 3× 2×           | Palatul Sporturilor „Rostov Don”, Rostov-pe-Don Asistență: 3.337 Arbitri: Horváth, Marton |

| 3 noiembrie 2019 18:00 | MKS Lublin | 19 – 28 | CSM București | Sala „Globus”, Lublin Asistență: 2.300 Arbitri: Kijauskaitė, Žalienė |
| 3 noiembrie 2019 18:00 | Gęga 6     | (10–17) | Pintea 7      | Sala „Globus”, Lublin Asistență: 2.300 Arbitri: Kijauskaitė, Žalienė |
| 3 noiembrie 2019 18:00 | 1×         | Raport  | 3×            | Sala „Globus”, Lublin Asistență: 2.300 Arbitri: Kijauskaitė, Žalienė |

| 9 noiembrie 2019 18:30 | MKS Lublin             | 20 – 30 | Rostov-Don | Sala „Globus”, Lublin Asistență: 1.750 Arbitri: Christidi, Papamattheou |
| 9 noiembrie 2019 18:30 | Blažević, Matuszczyk 4 | (12–20) | Sudakova 6 | Sala „Globus”, Lublin Asistență: 1.750 Arbitri: Christidi, Papamattheou |
| 9 noiembrie 2019 18:30 | 2× 3×                  | Raport  | 4× 2×      | Sala „Globus”, Lublin Asistență: 1.750 Arbitri: Christidi, Papamattheou |

| 10 noiembrie 2019 14:30 | CSM București | 21 – 25 | Team Esbjerg | Sala Polivalentă, București Asistență: 4.800 Arbitri: Bennani, Bennani |
| 10 noiembrie 2019 14:30 | Omoregie 5    | (12–13) | Breistøl 7   | Sala Polivalentă, București Asistență: 4.800 Arbitri: Bennani, Bennani |
| 10 noiembrie 2019 14:30 | 2×            | Raport  | 4× 2×        | Sala Polivalentă, București Asistență: 4.800 Arbitri: Bennani, Bennani |

| 16 noiembrie 2019 15:00 | Rostov-Don  | 23 – 22 | CSM București | Palatul Sporturilor „Rostov Don”, Rostov-pe-Don Asistență: 3.500 Arbitri: Lah, Sok |
| 16 noiembrie 2019 15:00 | Viahireva 5 | (14–7)  | Neagu 8       | Palatul Sporturilor „Rostov Don”, Rostov-pe-Don Asistență: 3.500 Arbitri: Lah, Sok |
| 16 noiembrie 2019 15:00 | 5× 2×       | Raport  | 3× 1×         | Palatul Sporturilor „Rostov Don”, Rostov-pe-Don Asistență: 3.500 Arbitri: Lah, Sok |

| 17 noiembrie 2019 15:10 | Team Esbjerg           | 35 – 22 | MKS Lublin | Blue Water Dokken, Esbjerg Asistență: 1.760 Arbitri: Freitas, Carvalho |
| 17 noiembrie 2019 15:10 | Breistøl, Danielsson 6 | (20–9)  | Achruk 4   | Blue Water Dokken, Esbjerg Asistență: 1.760 Arbitri: Freitas, Carvalho |
| 17 noiembrie 2019 15:10 | 3×                     | Raport  | 1×         | Blue Water Dokken, Esbjerg Asistență: 1.760 Arbitri: Freitas, Carvalho |

## Grupa C
| Echipa             | M | V | E | Î | GM  | GP  | G   | Pct |
| ------------------ | - | - | - | - | --- | --- | --- | --- |
| Brest Bretagne HB  | 6 | 6 | 0 | 0 | 201 | 169 | +32 | 12  |
| ŽRK Budućnost      | 6 | 4 | 0 | 2 | 168 | 157 | +11 | 8   |
| SCM Râmnicu Vâlcea | 6 | 1 | 0 | 5 | 148 | 165 | −17 | 2   |
| SG BBM Bietigheim  | 6 | 1 | 0 | 5 | 171 | 197 | −26 | 2   |

| 4 octombrie 2019 18:30 | SCM Râmnicu Vâlcea | 34 – 27 | SG BBM Bietigheim | Sala „Traian”, Râmnicu Vâlcea Asistență: 2.200 Arbitri: Antić, Jakovljević |
| 4 octombrie 2019 18:30 | Nørgaard 7         | (20–18) | Van der Heijden 8 | Sala „Traian”, Râmnicu Vâlcea Asistență: 2.200 Arbitri: Antić, Jakovljević |
| 4 octombrie 2019 18:30 | 3× 1×              | Raport  | 2×                | Sala „Traian”, Râmnicu Vâlcea Asistență: 2.200 Arbitri: Antić, Jakovljević |

| 5 octombrie 2019 19:00 | ŽRK Budućnost | 32 – 35 | Brest Bretagne HB | Centrul Sportiv Morača, Podgorica Asistență: 2.300 Arbitri: Lah, Sok |
| 5 octombrie 2019 19:00 | Jauković 8    | (17–16) | Coatanea, Gros 7  | Centrul Sportiv Morača, Podgorica Asistență: 2.300 Arbitri: Lah, Sok |
| 5 octombrie 2019 19:00 | 3× 1×         | Raport  | 4× 2×             | Centrul Sportiv Morača, Podgorica Asistență: 2.300 Arbitri: Lah, Sok |

| 12 octombrie 2019 19:00 | Brest Bretagne HB    | 37 – 24 | SCM Râmnicu Vâlcea | Brest Arena, Brest Asistență: 3.473 Arbitri: Alpaidze, Berezkina |
| 12 octombrie 2019 19:00 | Niakaté, Pop-Lazić 6 | (22–9)  | Nørgaard 9         | Brest Arena, Brest Asistență: 3.473 Arbitri: Alpaidze, Berezkina |
| 12 octombrie 2019 19:00 | 4×                   | Raport  | 3× 1×              | Brest Arena, Brest Asistență: 3.473 Arbitri: Alpaidze, Berezkina |

| 13 octombrie 2019 17:00 | SG BBM Bietigheim | 23 – 30 | ŽRK Budućnost          | MHP Arena Ludwigsburg, Ludwigsburg Asistență: 1.137 Arbitri: García, Marín |
| 13 octombrie 2019 17:00 | trei jucătoare 5  | (12–14) | Jauković, Mehmedović 7 | MHP Arena Ludwigsburg, Ludwigsburg Asistență: 1.137 Arbitri: García, Marín |
| 13 octombrie 2019 17:00 | 2×                | Raport  | 5× 1×                  | MHP Arena Ludwigsburg, Ludwigsburg Asistență: 1.137 Arbitri: García, Marín |

| 19 octombrie 2019 15:15 | SG BBM Bietigheim                 | 32 – 35 | Brest Bretagne HB | MHP Arena Ludwigsburg, Ludwigsburg Asistență: 2.030 Arbitri: Panayides, Andreou |
| 19 octombrie 2019 15:15 | Naidzinavicius, Van der Heijden 6 | (18–17) | Pop-Lazić 7       | MHP Arena Ludwigsburg, Ludwigsburg Asistență: 2.030 Arbitri: Panayides, Andreou |
| 19 octombrie 2019 15:15 | 2× 3×                             | Raport  | 1× 2×             | MHP Arena Ludwigsburg, Ludwigsburg Asistență: 2.030 Arbitri: Panayides, Andreou |

| 19 octombrie 2019 19:00 | ŽRK Budućnost | 23 – 19 | SCM Râmnicu Vâlcea | Centrul Sportiv Morača, Podgorica Asistență: 2.450 Arbitri: Christiansen, Hansen |
| 19 octombrie 2019 19:00 | Radičević 11  | (13–10) | Nørgaard 4         | Centrul Sportiv Morača, Podgorica Asistență: 2.450 Arbitri: Christiansen, Hansen |
| 19 octombrie 2019 19:00 | 5× 1×         | Raport  | 1× 2× 1×           | Centrul Sportiv Morača, Podgorica Asistență: 2.450 Arbitri: Christiansen, Hansen |

| 1 noiembrie 2019 18:30 | SCM Râmnicu Vâlcea | 20 – 21 | ŽRK Budućnost | Sala „Traian”, Râmnicu Vâlcea Asistență: 2.239 Arbitri: Sa, Sa |
| 1 noiembrie 2019 18:30 | Glibko, Da Silva 6 | (10–13) | Radičević 8   | Sala „Traian”, Râmnicu Vâlcea Asistență: 2.239 Arbitri: Sa, Sa |
| 1 noiembrie 2019 18:30 | 4× 3×              | Raport  | 3×            | Sala „Traian”, Râmnicu Vâlcea Asistență: 2.239 Arbitri: Sa, Sa |

| 2 noiembrie 2019 15:00 | Brest Bretagne HB | 36 – 30 | SG BBM Bietigheim | Brest Arena, Brest Asistență: 3.754 Arbitri: Covalciuc, Covalciuc |
| 2 noiembrie 2019 15:00 | Gros 13           | (18–15) | Naidzinavicius 7  | Brest Arena, Brest Asistență: 3.754 Arbitri: Covalciuc, Covalciuc |
| 2 noiembrie 2019 15:00 | 3× 2×             | Raport  | 3× 1×             | Brest Arena, Brest Asistență: 3.754 Arbitri: Covalciuc, Covalciuc |

| 10 noiembrie 2019 15:00 | Brest Bretagne HB  | 32 – 28 | ŽRK Budućnost | Brest Arena, Brest Asistență: 4.159 Arbitri: Erdoğan, Özdeniz |
| 10 noiembrie 2019 15:00 | Gros, Minevskaja 6 | (14–15) | Radičević 10  | Brest Arena, Brest Asistență: 4.159 Arbitri: Erdoğan, Özdeniz |
| 10 noiembrie 2019 15:00 | 2×                 | Raport  | 6× 1×         | Brest Arena, Brest Asistență: 4.159 Arbitri: Erdoğan, Özdeniz |

| 10 noiembrie 2019 18:00 | SG BBM Bietigheim | 31 – 28 | SCM Râmnicu Vâlcea | MHP Arena Ludwigsburg, Ludwigsburg Asistență: 2.053 Arbitri: Leszczyński, Piechota |
| 10 noiembrie 2019 18:00 | Malestein 7       | (13–14) | Nørgaard 7         | MHP Arena Ludwigsburg, Ludwigsburg Asistență: 2.053 Arbitri: Leszczyński, Piechota |
| 10 noiembrie 2019 18:00 | 3× 2×             | Raport  | 4× 2×              | MHP Arena Ludwigsburg, Ludwigsburg Asistență: 2.053 Arbitri: Leszczyński, Piechota |

| 16 noiembrie 2019 18:00 | SCM Râmnicu Vâlcea | 23 – 26 | Brest Bretagne HB     | Sala „Traian”, Râmnicu Vâlcea Asistență: 2.000 Arbitri: García, Marín |
| 16 noiembrie 2019 18:00 | Glibko, González 5 | (13–14) | Coatanea, Pop-Lazić 5 | Sala „Traian”, Râmnicu Vâlcea Asistență: 2.000 Arbitri: García, Marín |
| 16 noiembrie 2019 18:00 | 5× 2×              | Raport  | 4× 1×                 | Sala „Traian”, Râmnicu Vâlcea Asistență: 2.000 Arbitri: García, Marín |

| 16 noiembrie 2019 19:00 | ŽRK Budućnost | 34 – 28 | SG BBM Bietigheim | Centrul Sportiv Morača, Podgorica Asistență: 2.130 Arbitri: Opava, Válek |
| 16 noiembrie 2019 19:00 | Radičević 8   | (18–14) | Naidzinavicius    | Centrul Sportiv Morača, Podgorica Asistență: 2.130 Arbitri: Opava, Válek |
| 16 noiembrie 2019 19:00 | 2× 3×         | Raport  | 2× 3×             | Centrul Sportiv Morača, Podgorica Asistență: 2.130 Arbitri: Opava, Válek |

## Grupa D
| Echipa            | M | V | E | Î | GM  | GP  | G   | Pct |
| ----------------- | - | - | - | - | --- | --- | --- | --- |
| Győri Audi ETO KC | 6 | 6 | 0 | 0 | 216 | 147 | +69 | 12  |
| IK Sävehof        | 6 | 2 | 1 | 3 | 148 | 166 | −18 | 5   |
| RK Krim           | 6 | 2 | 0 | 4 | 158 | 170 | −12 | 4   |
| DHK Baník Most1)  | 6 | 1 | 1 | 4 | 151 | 190 | −39 | 3   |

| 6 octombrie 2019 17:00 | Győri Audi ETO KC | 35 – 23 | IK Sävehof            | Audi Aréna, Győr Arbitri: Hatipoğlu, Şimşek |
| 6 octombrie 2019 17:00 | trei jucătoare 5  | (17–11) | Forsberg, Mortensen 5 | Audi Aréna, Győr Arbitri: Hatipoğlu, Şimşek |
| 6 octombrie 2019 17:00 | 1× 2×             | Raport  | 4× 2×                 | Audi Aréna, Győr Arbitri: Hatipoğlu, Şimşek |

| 6 octombrie 2019 17:00 | RK Krim    | 29 – 31 | DHK Baník Most | Športni park Kodeljevo, Ljubljana Asistență: 900 Arbitri: Năstase, Stancu |
| 6 octombrie 2019 17:00 | Varagić 12 | (14–13) | Zachová 6      | Športni park Kodeljevo, Ljubljana Asistență: 900 Arbitri: Năstase, Stancu |
| 6 octombrie 2019 17:00 | 5× 2×      | Raport  | 3× 2×          | Športni park Kodeljevo, Ljubljana Asistență: 900 Arbitri: Năstase, Stancu |

| 13 octombrie 2019 15:00 | IK Sävehof       | 21 – 25 | RK Krim | Partille Arena, Partille Asistență: 615 Arbitri: Mošorinski, Pandžić |
| 13 octombrie 2019 15:00 | trei jucătoare 4 | (10–13) | Zulić 5 | Partille Arena, Partille Asistență: 615 Arbitri: Mošorinski, Pandžić |
| 13 octombrie 2019 15:00 | 4× 3×            | Raport  | 3× 2×   | Partille Arena, Partille Asistență: 615 Arbitri: Mošorinski, Pandžić |

| 13 octombrie 2019 19:00 | DHK Baník Most | 21 – 46 | Győri Audi ETO KC | Rocknet Aréna, Chomutov Asistență: 2.784 Arbitri: Lidacka, Lesiak |
| 13 octombrie 2019 19:00 | Zachová 5      | (13–23) | Oftedal 9         | Rocknet Aréna, Chomutov Asistență: 2.784 Arbitri: Lidacka, Lesiak |
| 13 octombrie 2019 19:00 | 1× 2×          | Raport  | 1×                | Rocknet Aréna, Chomutov Asistență: 2.784 Arbitri: Lidacka, Lesiak |

| 19 octombrie 2019 19:30 | RK Krim          | 21 – 33 | Győri Audi ETO KC | Športni park Kodeljevo, Ljubljana Asistență: 1.500 Arbitri: Christidi, Papamattheou |
| 19 octombrie 2019 19:30 | Zulić, Varagić 5 | (9–13)  | Amorim Taleska 7  | Športni park Kodeljevo, Ljubljana Asistență: 1.500 Arbitri: Christidi, Papamattheou |
| 19 octombrie 2019 19:30 | 3× 4×            | Raport  | 3× 2×             | Športni park Kodeljevo, Ljubljana Asistență: 1.500 Arbitri: Christidi, Papamattheou |

| 20 octombrie 2019 19:00 | DHK Baník Most | 25 – 25 | IK Sävehof | Rocknet Aréna, Chomutov Asistență: 1.402 Arbitri: Merz, Kuttler |
| 20 octombrie 2019 19:00 | Šustková 7     | (17–13) | Forsberg 7 | Rocknet Aréna, Chomutov Asistență: 1.402 Arbitri: Merz, Kuttler |
| 20 octombrie 2019 19:00 | 3× 1×          | Raport  | 4× 2×      | Rocknet Aréna, Chomutov Asistență: 1.402 Arbitri: Merz, Kuttler |

| 2 noiembrie 2019 13:30 | IK Sävehof | 24 – 19 | DHK Baník Most | Partille Arena, Partille Asistență: 823 Arbitri: Lončar, Lončar |
| 2 noiembrie 2019 13:30 | Forsberg 6 | (12–8)  | Zachová 6      | Partille Arena, Partille Asistență: 823 Arbitri: Lončar, Lončar |
| 2 noiembrie 2019 13:30 | 2×         | Raport  | 5× 2×          | Partille Arena, Partille Asistență: 823 Arbitri: Lončar, Lončar |

| 2 noiembrie 2019 17:00 | Győri Audi ETO KC | 31 – 26 | RK Krim   | Audi Aréna, Győr Asistență: 5.250 Arbitri: Erșov, Pavliukov |
| 2 noiembrie 2019 17:00 | Oftedal 7         | (13–13) | Varagić 5 | Audi Aréna, Győr Asistență: 5.250 Arbitri: Erșov, Pavliukov |
| 2 noiembrie 2019 17:00 | 1× 2×             | Raport  | 5×        | Audi Aréna, Győr Asistență: 5.250 Arbitri: Erșov, Pavliukov |

| 9 noiembrie 2019 13:30 | IK Sävehof | 27 – 36 | Győri Audi ETO KC | Partille Arena, Partille Asistență: 1.592 Arbitri: Năstase, Stancu |
| 9 noiembrie 2019 13:30 | Lundbäck 8 | (12–19) | Oftedal 7         | Partille Arena, Partille Asistență: 1.592 Arbitri: Năstase, Stancu |
| 9 noiembrie 2019 13:30 | 2× 1×      | Raport  | 2× 3×             | Partille Arena, Partille Asistență: 1.592 Arbitri: Năstase, Stancu |

| 10 noiembrie 2019 19:00 | DHK Baník Most | 26 – 31 | RK Krim  | Rocknet Aréna, Chomutov Asistență: 1.500 Arbitri: Christiansen, Hansen |
| 10 noiembrie 2019 19:00 | Zachová 8      | (12–14) | Zulić 10 | Rocknet Aréna, Chomutov Asistență: 1.500 Arbitri: Christiansen, Hansen |
| 10 noiembrie 2019 19:00 | 6× 1×          | Raport  | 3× 1×    | Rocknet Aréna, Chomutov Asistență: 1.500 Arbitri: Christiansen, Hansen |

| 17 noiembrie 2019 17:00 | Győri Audi ETO KC | 35 – 29 | DHK Baník Most       | Audi Aréna, Győr Asistență: 5.179 Arbitri: Praštalo, Balvan |
| 17 noiembrie 2019 17:00 | Nze Minko 8       | (22–18) | Maňáková, Zachová, 4 | Audi Aréna, Győr Asistență: 5.179 Arbitri: Praštalo, Balvan |
| 17 noiembrie 2019 17:00 | 1× 2×             | Raport  | 1×                   | Audi Aréna, Győr Asistență: 5.179 Arbitri: Praštalo, Balvan |

| 17 noiembrie 2019 17:00 | RK Krim | 26 – 28 | IK Sävehof       | Športni park Kodeljevo, Ljubljana Asistență: 1.152 Arbitri: Bounouara, Sami |
| 17 noiembrie 2019 17:00 | Barič 9 | (12–14) | Dano, Lundbäck 5 | Športni park Kodeljevo, Ljubljana Asistență: 1.152 Arbitri: Bounouara, Sami |
| 17 noiembrie 2019 17:00 | 2×      | Raport  | 6× 2×            | Športni park Kodeljevo, Ljubljana Asistență: 1.152 Arbitri: Bounouara, Sami |